# Димитрий Бекярис
Димитрий (на гръцки: Δημήτριος, Димитриос) е гръцки духовник, гумендженски, боймишки и ругуновски митрополит от 1991 година.

## Биография
Роден е в Лутраки, Коринтия, в 1948 година като Йоанис Бекярис (Ιωάννης Μπεκιάρης). Завършва богословие. В 1975 година е хиротонисан за дякон, а в 1976 година става презвитер. Игумен е на манастира Асомата-Петракис и става първият директор на Църковната радиостанция. От 1989 до 1991 година е митрополит на Лариса и Тирнавос.